# Charles Isodore Blanche
Charles Isodore Blanche (o Isidore) (1823 – 1887) fue un médico, y naturalista francés.
Realizó extensas expediciones botánicas a Siria, Líbano, Libia, Argelia; posteriormente, desde 1846, cónsul en Trípoli y Beirut, hasta su deceso.

## Algunas publicaciones

### Libros
- charles i. Blanche. 1872. Le surnaturel. Ed. Palmé, xvi + 360 pp.

## Honores

### Epónimos
Especies
- (Brassicaceae) Erysimum blancheanum Boiss.[5]

- (Fabaceae) Trifolium blancheanum Boiss.[6]

- La abreviatura «C.I.Blanche» se emplea para indicar a Charles Isodore Blanche como autoridad en la descripción y clasificación científica de los vegetales.[7]